# Taganskaïa (métro de Moscou, ligne Tagansko-Krasnopresnenskaïa)
Taganskaïa (en russe : Тага́нская et en anglais : Taganskaya) est une station de la ligne Tagansko-Krasnopresnenskaïa (ligne 7 mauve) du métro de Moscou, située sur le territoire de l'arrondissement Taganski dans le district administratif central de Moscou.

## Situation sur le réseau
Établie en souterrain, à 36 mètres sous le niveau du sol, la station Taganskaïa est située au point 21+37 de la ligne Tagansko-Krasnopresnenskaïa (ligne 7 mauve), entre les stations Kitaï-gorod (en direction de Planernaïa) et Proletarskaïa (en direction de Kotelniki).